# Alergiczne zapalenie pęcherzyków płucnych
Alergiczne zapalenie pęcherzyków płucnych – choroba zapalna wywoływana przez wdychanie różnorodnych antygenów środowiskowych. Najczęstszymi czynnikami etiologicznymi alergicznego zapalenia pęcherzyków płucnych są antygeny obecne w zgniłym sianie (zarodniki termofilnych promieniowców) oraz białka zawarte w odchodach ptasich i sierści zwierząt. Dwie najczęściej spotykane postacie alergicznego zapalenia pęcherzyków płucnych to płuco farmera i płuco hodowcy ptaków. W badaniu histologicznym pojawiają się nacieki z limfocytów CD8+ oraz piankowatych makrofagów w tkance śródmiąższowej, oskrzelikach i pęcherzykach płucnych. Naciekom tym towarzyszą słabo uformowane ziarniniaki oraz wielojądrzaste komórki olbrzymie rozrzucone w obrębie płuc, a także okołooskrzelikowe włóknienie i skupiska tkanki limfoidalnej.
Alergiczne zapalenie pęcherzyków płucnych może przyjąć postać ostrą, podostrą lub przewlekłą. W ostrej postaci choroby objawy pojawiają się po upływie 4-12 godzin od chwili ekspozycji na czynnik sprawczy. Występują wówczas gorączka, dreszcze, duszność, kaszel oraz w badaniu osłuchiwaniem trzeszczenia nad polami płucnymi. W badaniach laboratoryjnych stwierdza się przemijającą leukocytozę. Poprawa stanu klinicznego następuje w ciągu 24-48 godzin, jeżeli chory nie jest ponownie narażony na kontakt z alergenem. W przewlekłej postaci choroby obserwuje się podstępne narastanie duszności. Towarzyszy temu najczęściej przewlekły kaszel, utrata masy ciała oraz zmniejszona tolerancja wysiłku. Rozróżnienie postaci ostrej i podostrej alergicznego zapalenia pęcherzyków płucnych często bywa trudne. Uważa się, że ich wystąpienie zależy bardziej od przebiegu ekspozycji na alergen niż od rodzaju alergenu.

## Klasyfikacja ICD10
| kod ICD10     | nazwa choroby                                                                         |
| ------------- | ------------------------------------------------------------------------------------- |
| ICD-10: J67   | Zapalenie płuc z nadwrażliwości wywołane pyłami organicznymi                          |
| ICD-10: J67.0 | Płuco rolnika                                                                         |
| ICD-10: J67.1 | Bagasoza                                                                              |
| ICD-10: J67.2 | Płuco hodowców ptaków                                                                 |
| ICD-10: J67.3 | Korkowica (Suberosis)                                                                 |
| ICD-10: J67.4 | Płuco pracujących przy słodzie                                                        |
| ICD-10: J67.5 | Płuco pracujących przy przerobie grzybów                                              |
| ICD-10: J67.6 | Płuco korujących klony                                                                |
| ICD-10: J67.7 | Płuco osób przebywających w pomieszczeniach sztucznie klimatyzowanych lub nawilżanych |
| ICD-10: J67.8 | Zapalenie płuc z nadwrażliwości wywołane innymi pyłami organicznymi                   |
| ICD-10: J67.9 | Zapalenie płuc z nadwrażliwości wywołane nieokreślonym pyłem organicznym              |